# Pomeni imen asteroidov: 69001–70000
Pregled pomenov imen asteroidov (malih planetov) od številke 69001 do 70000, ki jim je Središče za male planete dodelilo številko in so pozneje dobili tudi uradno ime  v skladu z dogovorjenim načinom imenovanja. Pregled je preverjen z Schmadelovim “Slovarjem imen malih planetov” (“Dictionary of Minor Planet Names”). 
Pregled pojasnjuje izvor oziroma pomen imen asteroidov, ki ga je priznala Mednarodna astronomska zveza (IAU). Nekateri asteroidi imajo imajo dodatno pojasnilo o izvoru imena, ki pa vedno ni popolnoma zanesljivo (oznaka “†” ali “‡“). 
| Ime               | Začasna oznaka | Izvor imena |
| 69001–69100       | 69001–69100    | 69001–69100 |
| 69101–69200       | 69101–69200    | 69101–69200 |
| 69201–69300       | 69201–69300    | 69201–69300 |
| ----------------- | -------------- | --- |
| 69230 Hermes      | 1937 UB        | Hermes, starogrški sel bogov † |
| 69264 Nebra       | 1988 PE4       | Nebeški disk Nebra † Arhivirano 2005-11-05 at Archive.is                                                                            |
| 69275 Wiesenthal  | 1989 WD4       | Simon Wiesenthal (1908 – 2005), avstrijsko-madžarski lovec na nacistične vojne zločince † Arhivirano 2010-09-02 na Wayback Machine. |
| 69286 von Liebig  | 1990 TN9       | Justus von Liebig (1803 - 18739, nemški kemik †                                                                                     |
| 69288 Berlioz     | 1990 TW11      | Louis Hector Berlioz (1803 – 1869), francoski romantični skladatelj †                                                               |
| 69301–69400       |                | |
| 69311 Russ        | 1992 QC        | Russell Mark Steel, odkriteljev edini brat †                                                                                        |
| 69312 Rogerbacon  | 1992 SH17      | Roger Bacon (1214 – 1294), angleški filozof †                                                                                       |
| 69401–69500       |                | |
| 69434 de Gerlache | 1996 HC21      | Adrien de Gerlache (1866 – 1934), belgijski pomorski oficir in raziskovalec Antarktike †                                            |
| 69501–69600       |                | |
| 69601–69700       |                | |
| 69701–69800       |                | |
| 69801–69900       |                | |
| 69870 Fizeau      | 1998 SM64      | Hyppolite Fizeau, francoski fizik †                                                                                                 |
| 69901–70000       |                | |
| 69961 Millosevich | 1998 VS33      | Elia Millosevich (1848 – 1919), italijanski astronom †                                                                              |
| 69971 Tanzi       | 1998 WD2       | Pepe Tanzi, italijanski industrijski oblikovalec svetlobnih teles †                                                                 |
| 69977 Saurodonati | 1998 WL9       | Sauro Donati, italijanski ljubiteljski astronom †                                                                                   |

| Predhodnik: 68001–69000 | Pomeni imen asteroidov Seznam asteroidov (69001-69250) Seznam asteroidov (69251-69500) Seznam asteroidov (69501-69750) Seznam asteroidov (69751-70000) | Naslednik: 70001–71000 |